# Lawrence Thomas (piłkarz)
Lawrence Thomas (właśc. Lawrence Andrew Kingsley Thomas; ur. 9 maja 1992 w Melbourne) – australijski piłkarz, występujący na pozycji bramkarza w australijskim klubie Western Sydney oraz w reprezentacji Australii. Uczestnik Pucharu Azji 2023.

## Statystyki

### Klubowe
Na podstawie:
| Klub                 | Sezonów | Liga             | Liga  | Liga   | Puchar krajowy | Puchar krajowy | Kontynentalne | Kontynentalne | Suma  | Suma   |
| Klub                 | Sezonów | Liga             | Mecze | Bramki | Mecze          | Bramki         | Mecze         | Bramki        | Mecze | Bramki |
| -------------------- | ------- | ---------------- | ----- | ------ | -------------- | -------------- | ------------- | ------------- | ----- | ------ |
| Bankstown City FC    | 1       | ?                | 25    | 0      | 0              | 0              | –             | –             | 25    | 0      |
| Sheffield United     | 1       | EFL Championship | 0     | 0      | 0              | 0              | –             | –             | 0     | 0      |
| Melbourne Victory FC | 9       | A-League         | 122   | 0      | 1              | 0              | 21            | 0             | 144   | 0      |
| Bentleigh Greens SC  | 1       | ?                | 19    | 0      | 0              | 0              | –             | –             | 19    | 0      |
| Sønderjyske Fodbold  | 2       | Superligaen      | 46    | 0      | 1              | 0              | 1             | 0             | 48    | 0      |
| Western Sydney       | 2       | A-League         | 36    | 0      | 3              | 0              | –             | –             | 39    | 0      |
|                      | Łącznie | Łącznie          | 248   | 0      | 5              | 0              | 22            | 0             | 275   | 0      |

### Reprezentacyjne
Na podstawie:
| Występy i gole w reprezentacji | Występy i gole w reprezentacji | Występy i gole w reprezentacji | Występy i gole w reprezentacji | Występy i gole w reprezentacji | Występy i gole w reprezentacji | Występy i gole w reprezentacji | Występy i gole w reprezentacji |
| Lp.                            | Data                           | Miasto                         | Przeciwnik                     | Wynik                          | Gole                           | Inne                           | Rozgrywki                      |
| ------------------------------ | ------------------------------ | ------------------------------ | ------------------------------ | ------------------------------ | ------------------------------ | ------------------------------ | ------------------------------ |
| 1.                             | 11.06.2021                     | Katmandu                       | Nepal                          | 3:0 (2:0)                      |                                |                                | Eliminacje MŚ 2022             |

## Sukcesy
Na podstawie:

### Klubowe
Z Melbourne Victory FC:
- Mistrz Australii 2014/15, 2017/18